# Электронная музыка
Электронная музыка (англ. electronic music) — группа музыкальных жанров, в которых при создании музыки используются электронные музыкальные инструменты, технологии и программное обеспечение на основе электронных схем, а также электроника общего назначения, такая как персональные компьютеры. Воспроизведение электронной музыки осуществляется с использованием громкоговорителей. К электронной относится музыка, созданная с использованием как электронных, так и электромеханических средств (электроакустическая музыка). Как специфическое направление в мире музыки оформилась во второй половине XX века и к началу XXI века широко распространилась в академической и массовой культуре.
Электронная музыка оперирует звуками, которые способны издавать электронные и электромеханические музыкальные инструменты, а также звуками, возникающими при помощи электрических/электронных устройств и различного рода преобразователей (магнитофоны, генераторы, компьютерные звуковые карты, звукосниматели и тому подобные), которые в строгом смысле не являются музыкальными инструментами.
До последней трети XX века электронная музыка ассоциировалась, главным образом, с экспериментами (как в СССР, так и за рубежом) в академической музыке, но это положение дел изменилось с налаживанием серийного производства синтезаторов звука в 1970-e годы. Синтезаторы, благодаря своей умеренной стоимости, стали доступны широкой публике. Это изменило образ популярной музыки — синтезаторы стали использовать многие джазовые, рок- и поп-музыканты. В начале XXI века электронная музыка включает в себя широкий спектр стилей и жанров — от единичных экспериментов авангардистов до широко тиражируемой прикладной музыки.

## Зарождение: конец XIX и начало XX века
Возможность записывать звуки часто связана с идеей производства электронной музыки. Но это не означает, что производство электронной музыки является целью процесса звукозаписи.
В 1857 году французский издатель и книготорговец Эдуар Леон Скотт де Мартенвиль запатентовал изобретённое им устройство — фоноавтограф.
Фоноавтограф был первым устройством, которое позволяло записывать звуки, однако не могло воспроизводить их.
В 1878 году американский изобретатель Томас А. Эдисон запатентовал фонограф. Фонограф Эдисона, как и фоноавтограф Скотта, использовал для записи звуков цилиндры, но, в отличие от фоноавтографа, звук можно было как записывать, так и воспроизводить.

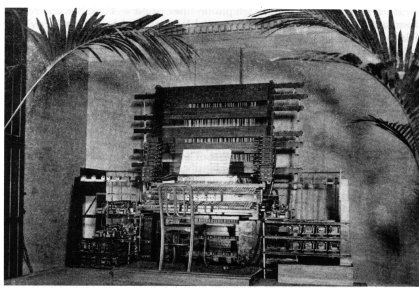
Телармониум, Тадеуш Кахилл, 1897

В 1887 году американский изобретатель Эмиль Берлинер представил своё изобретение — дисковой фонограф.
В 1906 году появилось крупное изобретение, которое оказало глубокое влияние на развитие электронной музыки. Это был триодный ламповый усилитель (аудион), разработанный американским изобретателем Ли де Форестом. Это была первая электронная лампа, состоявшая из стеклянного сосуда с термокатодом внутри, которая позволила вырабатывать и усиливать электрические сигналы. Изобретение электронной лампы положило начало существованию радиовещания и сделало возможным появление электронных вычислительных процессов.
Задолго до того как появилась электронная музыка, у композиторов существовало желание использовать вновь появляющиеся технологии в музыкальных целях.
Было создано несколько инструментов, в конструкции которых были использованы как механические, так и электронные составляющие. Именно эти инструменты и проложили путь для появления более совершенных электронных инструментов.
В период с 1898-й по 1912-й годы американский изобретатель Тадеуш Кахилл работал над созданием электромеханического инструмента под названием телармониум (англ. Telharmonium). Но этот инструмент не приняли из-за его габаритов: его версия 1906 года весила порядка 200 тонн, его механизм занимал площадь, приблизительно равную 18 м².
Первым электронным инструментом принято считать терменвокс. Терменвокс был создан русским изобретателем Львом Терменом приблизительно в 1919—1920 году. Это инструмент, в котором звук извлекается путём движения рук исполнителя в электромагнитном поле двух металлических антенн.
К ранним электронным инструментам также относят: звуковой крест (фр. Croix Sonore), изобретённый в 1926 году русским композитором Николаем Обуховым, и волны Мартено, изобретённый французским музыкантом Морисом Мартено в период с 1919 по 1928 годы. Самый известный пример использования Волн Мартено — Турангалила-симфония Оливье Мессиана и другие его сочинения. Инструмент Волны Мартено также использовался для написания музыки другими композиторами, преимущественно французскими, например, Андре Жоливе.

### Эскиз новой эстетики музыкального искусства
В 1907 году, всего годом позже после изобретения аудиона, Ферручио Бузони публикует трактат «Эскиз новой эстетики музыкального искусства» (нем. «Entwurf einer neuen Ästhetik der Tonkunst»), в котором он рассматривает возможность применения электрических и других источников звука в музыке будущего. Он предполагал, что в будущем октава будет разделена на большее количество полутонов, чем предлагает классический строй, в котором октава состоит из 12-ти полутонов, и это станет возможно благодаря динамофону Кахилла: «Только длительная и тщательно выполненная серия экспериментов, и постоянная тренировка слуха поможет новому поколению сделать этот незнакомый материал пригодным для работы и Искусства».

Также в своём труде «Эскиз новой эстетики музыкального искусства» Бузони пишет (сравнивая музыку с более древними видами искусства — живописью, архитектурой и скульптурой): 
Музыке как искусству, с трудом наберется 400 лет; состояние музыки на данный момент — всего лишь одна из ступеней её развития, возможно самая первая ступень за пределами принятой сегодня концепции, а мы — мы говорим, что сложившаяся на сегодня музыкальная форма — это «классика» и «священные традиции»! И мы говорим об этом уже довольно давно! Мы создали правила, установили принципы, наложили законы; — мы применяем к ребёнку законы, созданные для зрелого человека. Но ведь ребёнок ничего не ведает об ответственности! Этот ребёнок юн, мы осознаём, что он какой то особенный, и эта особенность даёт нам понять, что он уже ушёл дальше своих старших сестёр. А законодатели не увидят этой особенности, потому что в противном случае их законам суждено забвение. Этот ребёнок парит в воздухе! Он не касается земли своим ступнями. Над этим ребёнком не властен закон гравитации. Он нематериален. Он состоит из некой прозрачной материи. Этот ребёнок состоит из звучного воздуха. Это дитя почти воплощение Природы во всей её сущности. Оно — свободно! Но свобода это то, что человечество никогда не понимало до конца, никогда не осознавало подлинную её сущность. Люди не могут ни понять, ни признать существование свободы. Законодатели отрицают миссию этого ребёнка; они вешают тяжкий груз правил и законов на его плечи. Ему едва ли позволено прыгать — в то время, как это его природа — следовать линии радуги и разбивать потоки солнечного света облаками.

Идеи Бузони, высказанные в этом трактате, оказали глубокое влияние на умы многих музыкантов и композиторов. Но больше всего он повлиял на своего ученика Эдгара Вареза:
Ранее мы вместе обсуждали по какому пути пойдёт музыка в будущем, или точнее сказать должна пойти, но не может из-за того, что связана по рукам и ногам правилами, которые задал темперированный строй. Он сожалел о том, что его клавишный инструмент обусловил наши уши воспринимать только бесконечно малую часть бесконечно разнообразных звуков природы. Он был очень заинтересован в электрических инструментах, о которых мы слышали, и, я помню он читал о динамофоне. В его трактате можно найти огромное количество предсказаний о музыке будущего, которые постепенно воплощаются в жизнь. Сейчас нет ничего такого, чего он не мог предвидеть. Например: «Я почти уверен, что машины будут нужны для создания новой великой музыки. Возможно индустрия так же внесёт свой вклад в художественный подъём».

### Футуристы
В Италии футуристы подходили к изменению музыкальной эстетики с разных сторон.
Главная идея философии футуристов — оценить «шум» и разместить художественную и выразительную составляющие в звуки, которые даже приблизительно нельзя было считать музыкальными.
В 1911 году итальянский музыковед и композитор Балилла Прателла выпускает «Технический манифест музыки будущего», согласно которому кредо футуристов заключается в том, чтобы: «Показать музыкальную душу народных масс, крупных заводов, железнодорожных путей, трансатлантических лайнеров, военных кораблей, автомобилей и самолётов. К вечным главным темам музыкальных произведений добавить дух машинного оборудования и проникшего во все сферы жизни Электричества»
11 марта 1913 года футурист Луиджи Руссоло опубликовал свой манифест «Искусство шумов».
21 апреля 1914 года в Милане он провёл первый концерт «шумового искусства».
В этом концерте использовались его шумовые машины, которые сам Руссоло описывал как «акустические шумовые инструменты, чьи звуки (вой, рёв, шум тасования карт, бульканье и тому подобные) производились вручную и доносились аудитории через рупоры и мегафоны».
В июне подобные концерты были даны в Нотербунге.

### 1920—1930-е годы
За эти десять лет появилось много электронных инструментов и первых композиций для них.
Первым электронным инструментом был этерофон, изобретённый Львом Терменом в 1919—20 годах в Ленинграде, позже переименованный в терменвокс. С появлением терменвокса появились и первые сочинения для электронных инструментов. Эти сочинения намного отличались от работ «шумовиков». И это привело к тому, что изменились цели применения машин в музыке.
В 1927 американский изобретатель О’Нилл (J. A. O’Neill) разработал прибор, в котором использовалась магнитная лента — это вывело процесс звукозаписи на новый уровень. Но коммерческого успеха этот прибор не принёс.
В 1928 году Морис Мартено, французский виолончелист, изобрёл инструмент «волны Мартено» и дебютировал с ним в Париже.
В 1929 году композитор Джозеф Шилингер написал сюиту для терменвокса с оркестром — «First Airphonic Suite». Впервые сюита была представлена с Кливлендским оркестром, где Лев Термен выступил в качестве солиста. В том же году американский композитор Джордж Антейл впервые в своём творчестве пишет партии для механических инструментов, электрических шумовых машин, моторов и усилителей. Эти партии он писал для оперы «Господин Блум», которую он так и не закончил.
В 1930 году Лоуренс Хаммонд (Хэммонд) основал свою компанию по производству электронных инструментов. Он начал широкое производство «органа Хаммонда», в котором реализовывался тот же принцип звукоизвлечения, что и в телармониуме Кахилла. Хаммонд запускал в производство и другие изобретения, например, ранний ревербератор. Так же Хаммонд, в сотрудничестве с Джоном Ханертом (John Hanert) и Си Эн Вилльямсом (C. N. Williams), изобрел ещё один электронный инструмент — «новакорд». Новакорд был первым коммерческим полифоническим синтезатором. Впервые инструмент был представлен публике в 1939 году на Всемирной выставке в Нью-Йорке, но уже в 1942 году его сняли с производства.
Метод фотооптической записи звука, применявшийся в кинематографии, позволял увидеть графическое изображение звуковой волны. Этот метод позволил также реализовать процесс синтеза звука путём графического отображения будущего звука на поверхности плёнки. Музыкант должен был буквально рисовать музыку.
В этот период такие музыканты, как Тристан Тцара, Курт Швиттерс, Филиппо Томмазо Маринетти, и другие начали проводить эксперименты в области «звукового искусства» или Саунд-арта.

## Развитие: 1940-е и 1950-е годы

### Электроакустическая музыка для магнитной плёнки
Низкокачественные аппараты магнитной записи на сплошном носителе были в ходу начиная с 1900 года. В начале 1930-х киноиндустрия начала применять метод фотооптической записи звука для озвучивания фильмов. Примерно в это же время немецкая электронная компания AEG разработала первый аппарат магнитной записи Magnetophon K-1, который был представлен в августе 1935 года на международной радиовыставке в Берлине.
В 1940 году немецкий инженер Вальтер Вебер получил патент на технологию высокочастотного подмагничивания переменным током, что значительно улучшило качество записи и воспроизведения. В 1941 году компания AEG выпустила новую модель Магнитофона (Magnetophon K4-HF), в которой была впервые применена открытая Вебером технология высокочастотного подмагничивания. В 1942 году компания AEG провела эксперименты по записи звука в стереоформате.
Магнитная плёнка открыла массу новых возможностей для манипулирования звуком музыкантам, композиторам, продюсерам и инженерам. Магнитная плёнка была относительно дешёвым и очень надёжным звуконосителем. И звучала она лучше, чем любые другие звуконосители того времени. Но самое важное то, что магнитная плёнка была так же удобна в работе, как и киноплёнка. Так же, как и киноплёнку, её можно было изменять в соответствии с задумкой автора: нежелательные части плёнки можно было удалить или перенести в другое место; можно было соединять плёнки с разных носителей. Плёнку можно было склеить таким образом, чтобы создать эффект зацикливания одного или нескольких звуков. Скорость движения плёнки можно было замедлить или ускорить. Плёнку можно было проигрывать задом-наперед и перематывать.
Усилители сигнала и монтажное оборудование ещё более расширили возможности плёнки как носителя информации, позволяя размножать записи (живые звуки, речь, музыку), чтобы их смешать вместе и записать на другую плёнку с относительно низкой потерей качества звучания. Ещё одним неожиданным сюрпризом было то, что магнитофоны можно было переделать в эхо-машины, которые воспроизводили бы сложные поддающиеся контролю высококачественные эффекты эхо и реверберации. Большую часть таких эффектов просто невозможно было смоделировать механическими устройствами.
Производство аппаратов магнитной записи, поставленное на поток, незамедлительно привело к возникновению новой формы электронной музыки — электроакустической музыки.
Первая электроакустическая пьеса была написана в 1944 году Халимом Эль-Дабхом, студентом из столицы Египта — Каира.
Халим Эль Дабх, присутствуя на древнем мистическом очистительном ритуале заар (англ. zaar), записал звуки инструментов и голоса поющих при помощи громоздкого магнитофона на сплошном носителе (на проволоке).
Записанный материал он обработал в студии одной из местных радиостанций, наложив на запись эффекты эхо и реверберации. Пьеса была названа «Музыкальный образ церемонии заар» (англ. The Expression of Zaar) и представлена в 1944 году на одном из мероприятий, организованном в художественной галерее Каира. Эксперименты Халима Эль-Дабха с магнитной плёнкой в то время не были известны за пределами Египта, однако он известен своими более поздними работами в сфере электронной музыки в Принстон-центре Колумбийского университета в конце 1950-х годов.

### Конкретная музыка
Вскоре после выхода на рынок новых средств звукозаписи — магнитофона и плёнки, композиторы начали использовать эти средства, чтобы создать новую технику сочинения музыки, в которой основную роль играл бы записанный звук. Эту технику композиции назвали «конкретной музыкой» (фр. musique concrète). Задача композитора, использующего данную технику — создать фонограмму из записанных фрагментов природных и индустриальных звуков.
В 1918 году Арсений Авраамов под псевдонимом Реварсавр написал «Симфонию гудков», в которой использовались выстрелы из оружия, рёв моторов, заводские гудки и городской шум. Первые произведения, выполненные в этой технике, были смонтированы французским звукорежиссёром и инженером Пьером Шеффером. 5 октября 1948 года французская радиовещательная компания (фр. Radiodiffusion Française — RDF) выпустила в эфир программу Шеффера под названием «Концерт шумов». Программа включала пять пьес, в числе которых была одна из первых работ композитора — «Этюд на железной дороге» (фр. Etude aux chemins de fer). Это событие ознаменовало начало нового музыкального направления — «музыка для пленки» (англ. tape music). Способ исполнения данной музыки — публичное проигрывание созданной фонограммы.
В 1949 году к Шефферу присоединился Пьер Анри. Их сотрудничество оказало глубокое и продолжительное влияние на развитие электронной музыки.
Ещё одним коллегой Пьера Шеффера был композитор Эдгар Варез, который в то время работал над пьесой «Пустыни» (фр. Déserts) — сочинением для камерного оркестра и плёнки. Части плёнки были записаны в студии Шеффера и позже переработаны в Колумбийском университете.
В 1950 году Пьер Шеффер дал первый публичный концерт конкретной музыки в музыкальной школе Парижа. В этом выступлении Шеффер использовал систему усиления звука, несколько проигрывателей виниловых дисков и несколько микшерных пультов. Выступление не прошло гладко, так как вживую совмещать все инструменты, которые обычно последовательно монтируются в студийных условиях, невероятно сложно и ново. В том же году Пьер Анри и Пьер Шеффер работали над пьесой «Симфония для одинокого человека» (фр. Symphonie pour un homme seul) — первым большим произведением конкретной музыки.
В 1951 году RDF открыла первую студию для производства электронной музыки. Вслед за французской студией по всему миру начали открываться подобные студии звукозаписи. В том же году Анри и Шеффер сочинили оперу для конкретных звуков и голосов «Орфей» (англ. Orpheus).

### Elektronische Musik
В 1949 году немецкий физик Вернер Мейер-Эпплер (Werner Meyer-Eppler) опубликовал книгу «Излучение звука: электронная музыка и синтетическая речь» (нем. Elektronische Klangerzeugung: Elektronische Musik und synthetische Sprache), в которой выдвинул идею о том, чтобы синтезировать музыку исключительно из сигналов, производимых электрическими устройствами. В этом концепция немецкой электронной музыки отличалась от концепции конкретной музыки, в которой основной идеей была запись звука, а не его синтезирование.
Для исследования возможности синтеза музыкальных сигналов в Кёльне в 1950 году была основана студия звукозаписи при радиостанции WDR. Несмотря на то, что в 1950 году студия только начала строиться, корпорация WDR в 1951 уже начала трансляции электронной музыки. Первым руководителем Кёльнской студии стал Герберт Аймерт. Вскоре к коллективу студии, состоящему из Вернера Майера-Эпплера, Роберта Байера, присоединились Карлхайнц Штокхаузен и Годфрид Майкл Кёниг.
Наиболее известный и видный деятель немецкой электронной музыки — К. Штокхаузен. Он является автором более 350 музыкальных произведений, значительная часть которых относится к области экспериментальной электронной музыки. Штокхаузен описывал опыт, который переживали слушатели, прослушивая его музыку. Некоторые из его слушателей утверждали, что они испытывают чувство полёта, или находятся в космосе или в каком-то фантастическом нереальном мире.

### Советская электронная музыка
В 1929 году Николай Обухов изобрёл «звучащий крест» (la croix sonore), сопоставимый с принципом работы терменвокса. В 1930-е годы Николай Ананьев изобретает «сонар», а инженер Александр Гуров — неовиолену, И. Ильсаров — ильстон, А. Римский-Корсаков и А. Иванов — эмиритон. Композитор и изобретатель Арсений Авраамов занимался научной работой о синтезировании звука и провёл ряд экспериментов, которые позже лягут в основу советских электромузыкальных инструментов. В 1956 году Вячеслав Мещерин создаёт первый в СССР Ансамбль электромузыкальных инструментов (ЭМИ), в котором использовались терменвоксы, электроарфы, электроорганы, первый в СССР синтезатор «Экводин», а также был создан первый советский ревербератор. Стиль, в котором играл ансамбль Мещерина, на Западе называли «спейс-эйдж-поп». В 1957 году инженер Игорь Симонов собрал действующую модель шумофона (электроэолифона), c его помощью которого можно было извлекать различные тембры и созвучия шумового характера.
И синтезатор «Экводин», и оптический синтезатор «АНС» были выпущены малой серией; первым серийным электромузыкальным инструментом стал электроорган «Юность-70», разработанный в 1965 году. Созданная Евгением Мурзиным в 1966 году Московская экспериментальная студия электронной музыки (МЭСЭМ) стала базой для нового поколения экспериментаторов — Э. Артемьева, А. Немтина, Ш. Каллоша, С. Губайдулиной, А. Шнитке, В. Мартынова и др.
В конце 1960-х годов в СССР появились музыкальные коллективы, играющие лёгкую электронную музыку (квартет «Электрон», ансамбль «Рококо», различные джазовые ансамбли). На государственном уровне эту музыку начали использовать для привлечения в страну иностранных туристов и для радиовещания на зарубежные страны. Композитор А. Зацепин в 70-е годы сконструировал оркестроллу — вариант меллотрона.
В странах Прибалтики также появлялись свои первопроходцы: в Эстонии — Свен Грюнберг, в Литве — ВИА «Арго» под управлением Гедрюса Купрявичуса, в Латвии — группы «Опус» и «Зодиак».

### Японская электронная музыка
В довоенной Японии почти не были известны такие ранние электронные инструменты, как Волны Мартено, терменвокс и траутониум (нем. Trautonium). Но некоторые композиторы, в числе которых был Минао Сибата, знали, что такие инструменты уже существуют. Через несколько лет после окончания Второй мировой войны японские музыканты начали экспериментировать с электронной музыкой. В некоторых случаях эти эксперименты приводили к положительным результатам исключительно благодаря институциональной финансовой поддержке: у музыкантов была возможность работать с новейшими моделями звукозаписывающей и звукообрабатывающей техники. Так, азиатская музыка стала частью развивающегося жанра электронной музыки. Позже это привело к тому, что через несколько десятилетий Япония стала лидером в области развития музыкальных технологий.

### Американская электронная музыка
В США музыка создавалась электронными средствами, и это хорошо прослеживается в пьесе Мортона Фельдмана «Marginal Intersection». В этом произведении используются звуки ветра, перкуссия, струнные инструменты, генераторы звуковых частот. Также эта пьеса особенна тем, что записана особой «графической» нотацией Фельдмана.
Произведения для проекта «Музыка для магнитной пленки» были написаны членами нью-йоркской группы авангардного искусства (New York School), в которую входили: Джон Кейдж, Эрл Браун, Крисчен Вулф, Дэвид Тьюдор и Мортон Фельдман. Эта группа просуществовала три года: с 1951-й по 1954-й годы.

### Принстон-центр Колумбийского университета
В 1951 году Колумбийский Университет приобрёл магнитофон — профессиональный аппарат магнитной записи американской фирмы Ампекс, чтобы записывать концерты.
Владимиру Усачевскому, работавшему на факультете музыки в Колумбийском университете, поручили ответственность за новый магнитофон, и он практически сразу же приступил к экспериментам по записи музыки.
Так открылся Принстон-центр электроакустической музыки Колумбийского университета. В 1959 году, получив грант Рокфеллера, центр был открыт официально. Основателями центра являются Владимир Усачевский и Отто Люэнинг.

### Стохастическая музыка
Стохастическая музыка причисляется к авангардной академической музыке. Основоположником метода стохастической композиции считается французский композитор греческого происхождения Янис Ксенакис, «однако на самом деле основы этого метода были известны и раньше, и историческая заслуга Ксенакиса в данном отношении заключается в соединении этих основ с высоким уровнем техники музыкальной композиции (что в сочетании с оригинальностью и содержательностью самих художественных замыслов и придало его произведениям значение классических)».
Применять в музыке математику (математическую статистику, закон больших чисел, теорию вероятностей) и некоторые общенаучные дисциплины (теорию информации, теорию множеств) Ксенакис начал с 1954 года; название «стохастическая музыка» появилось двумя годами позже, в 1956 году.
Термин «стохастический» в теории вероятностей означает случайное событие. С точки зрения стохастической музыки, случайным событием является отдельный звук или нота. Отдельный звук в компьютере представлен в виде числа. В виде чисел можно отобразить и параметры звука (высота, длительность).
Математическую статистику в музыке применяют для того, чтобы выявить логику музыкальной мысли. Анализируя творчество разных композиторов, вычисляют структуру композиции (например, количество тактов в композиции и интервал их повторения), правила композиции (например, если пять нот идут последовательно в возрастающем направлении, то шестая обязательно идёт вниз, и наоборот). Когда сформирован определённый набор правил композиции, составляется программа (алгоритм) для компьютера, согласно которой отбираются ноты для построения мелодии.
Стохастическая музыка является частным случаем алгоритмической музыки.

### Вторая половина 1950-х
Австралийские учёные Тревор Пирси (англ. Trevor Pearcey) и Мастон Бирд (англ. Maston Beard) изобрели и построили CSIRAC — одну из первых цифровых ЭВМ. Первая тестовая программа была проведена в 1949 году. В период с 1950 по 1951 год машину использовали для проигрывания музыки. Математик Джеф Хилл (англ. Geoff Hill) запрограммировал компьютер проигрывать популярные музыкальные мелодии начала 50-х. В 1951 году компьютер проиграл популярный военный марш «Марш полковника Боги». Однако компьютер проигрывал только стандартный репертуар и не был задействован в исследованиях по созданию музыки. Репертуар CSIRAC никогда не был записан, но проигрываемая им музыка была тщательно восстановлена.
Гимн Великобритании и детская песня про чёрную овечку были первыми записями музыкальных произведений, воспроизводимых компьютером. Их воспроизвел компьютер Ферранти Марк 1 (англ. Ferranti Mark 1) — коммерческая версия Манчестерского Марка 1. Программу для проигрывания музыки написал британский учёный Кристофер Стрэчи (англ. Christopher Strachey).
В 1954 году Штокхаузен написал пьесу «Электронные этюды-2» — первое произведение электронной музыки, партитура которой была опубликована.
В 1955 году появляется несколько студий для экспериментов с электронной музыкой.
Важным событием для мировой электронной музыки стало открытие трёх студий: студии «Фонолоджия» (Studio di Fonologia) в Милане; студии в здании японской телерадиовещательной компании NHK, основанной Тосиро Маюдзуми; студии компании Филипс в голландском городе Эйндховене (в 1960 году эта студия была перенесена в Утрехтский университет и переименована в Институт изучения звука (англ. Institute of Sonology)).
1956 год подарил миру ряд значительных открытий и изобретений в области электронной музыки:
1. Луи и Биби Барроны (англ. Louis and Bebe Barron) написали музыку к фильму «Запретная планета» (англ. Forbidden Planet). Луи Баррон сам сконструировал электронные схемы, в числе которых была схема кольцевой модуляции. Схемы были созданы для производства таких звуков, как жужжание, скрип, скрежет, и ряда «космических» эффектов. Когда все необходимые звуки были записаны, Барроны, для ещё более убедительного звучания, доработали их эффектами дилэя, реверберации, реверса, изменения скорости.
2. Химик, программист и композитор Лежарен Хиллер совместно с Леонардом Айзексоном (англ. Leonard Isaacson) создают сюиту «Иллиак» (англ. Iliac Suite) для струнного квартета — первую компьютерную композицию. Хиллер был серьёзно увлечён теорией информации и утверждал, что компьютер может «научиться» писать музыку самостоятельно, если создать для него специальный алгоритм сочинения, который можно вычленить, анализируя музыку великих композиторов.
3. Карлхайнц Штокхаузен пишет выдающуюся для своего времени пьесу «Песнь юношей» (нем. Gesang der Jünglinge), в которой использована технология синтеза речи. В основе произведения лежит текст книги пророка Даниила.
4. Американский композитор и изобретатель Рэймонд Скотт запатентовал своё изобретение — одноголосный клавиатурный синтезатор Clavivox, электронные схемы для которого спроектировал, по просьбе Скотта, Роберт Муг.
В 1957 году инженер Макс Мэтьюс, работая в компании Bell, создал программу MUSIC — первую компьютерную программу синтеза звука.
В 1958 году на международной выставке в Брюсселе, в павильоне компании Филипс, впервые прозвучала «Электронная поэма» (фр. Poème électronique) Эдгара Вареза.

## От 1960-х годов до наших дней
1960-е годы были плодотворными для электронной музыки. Успехов достигли не только музыканты от академической электроники, но и также независимые музыканты — технология синтеза звука стала более доступной и, как следствие, в свободной продаже появились первые синтезаторы.
К этому времени сформировалось и достаточно развилось сообщество композиторов и музыкантов, работающих с новыми звуками и с новыми инструментами.
В начале 1960-х годов появились два значительных произведения от двух влиятельных композиторов электронной музыки:
- «Гаргульи» (англ. Gargoyles) Отто Льюэнинга (произведение для скрипки и магнитной плёнки)
- «Контакты» (нем. Kontakte) Штокхаузена (произведение для фортепиано, перкуссии и электронных звуков) — было создано два варианта пьесы: один для квадрофонической плёнки, другой для плёнки с фортепиано.

В «контактах» Штокхаузен отошёл от традиционной музыкальной формы, основу которой составляет последовательное развитие композиции во времени и драматическая кульминация. Он пропагандировал идею «пребывания в музыке», не требующую «предыдущего» и «последующего» — пребывание, статически сконцентрированное на каждом данном мгновении. Свой подход Штокхаузен назвал «момент-форма» (он похож на кинематографический приём склеивания плёнки встык, которую применяли в кинематографии в начале XX века).
В 1963 году появился первый синтезатор, автором которого был инженер и изобретатель Дон Бушла (англ. Don Buchla).
Терменвокс применяли уже с 1920-х годов, но широкую популярность этот инструмент приобрёл, когда с его помощью была написана музыка для ряда научно-фантастических фильмов 1950-х годов (например, музыка Бернарда Германна для фильма «День, когда остановилась Земля»).
В 1958 году в Великобритании была основана студия звукозаписи BBC Radiophonic Workshop. Эта студия начала свою работу в связи с выпуском в начале 1960-х на канале BBC научно фантастического сериала «Доктор Кто». Музыкальную тему сериала сочинил Рон Грэйнер, записала её штатный сотрудник Дэлия Дэрбишир.
В 1961 году израильский композитор Йозеф Таль основал центр Электронной музыки в Израиле в еврейском университете Иерусалима.

### 1960—1970-е: от психоделии к электронике

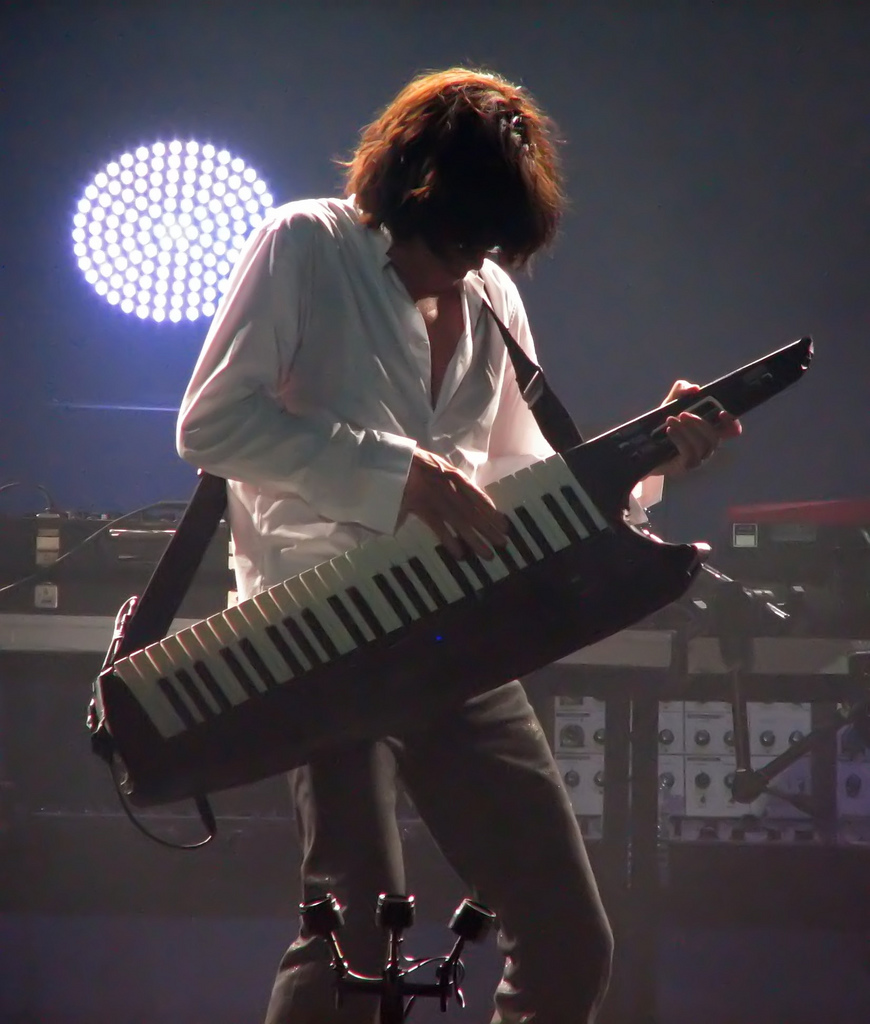
Жан-Мишель Жарр

Начало электронной музыке как самостоятельному направлению было положено на рубеже 1960—1970-х годов стараниями исполнителей краут-рока Can, Popol Vuh, Клауса Шульце и групп Tangerine Dream, Organisation, Kraftwerk, Cluster, Neu!. Черпая основные идеи как из спейс-рока и психоделического рока, так и из академического авангарда Карлхайнца Штокхаузена и Яниса Ксенакиса, эти музыканты создавали экспериментальные звуковые коллажи. Основная идея заключалась в использовании электроники как нового выразительного средства, способного вызывать в воображении сюрреалистические образы.
В конце 1960-х годов Роберт Муг создал свой первый коммерческий синтезатор MiniMoog. На протяжении 1970-х годов синтезаторы стали модным и популярным новшеством в музыке, постепенно вытесняя электроорганы. Электронная музыка 1970-х — это в основном клавишно-синтезаторная музыка.
К началу 1980-х годов установились три основных направления в развитии электроники:
1. Инструментальная музыка, использующая электромузыкальные инструменты для создания протяжённых пьес на «космическую» тематику. Лидеры этого течения — Tangerine Dream, Вангелис. Сложились национальные особенности: представители Берлинской школы тяготели к психоделической музыке (Tangerine Dream, Клаус Шульце), а французские исполнители — к более лёгкому, популярному стилю (Жан-Мишель Жарр, Space).
2. Фоновая «музыка окружающей среды», лишённая чёткого ритма и определённой мелодии, получившая название «эмбиент». Автором этого определения стал Брайан Ино, который по праву считается основателем стиля.
3. «Песенные» формы электронной музыки (синти-поп, электро-поп, техно-поп), отличающиеся чётким, механистичным танцевальным ритмом, демонстративной искусственностью звука (синтезаторы более не имитируют звучание реальных музыкальных инструментов), использованием вокала (зачастую роботоподобного) в качестве контрапункта синтезаторной аранжировке, минимализмом и остинатной структурой композиции. Тексты песен часто имеют социально-футурологическую и научно-фантастическую направленность. Пионеры данного стиля — группа Kraftwerk. С приходом новой волны данное направление получило широкое распространение и популярность, выдвинув на большую сцену ставшую законодателем мира электронной музыки группу Depeche Mode и множество их коллег по жанру (Pet Shop Boys, Гэри Ньюман, OMD, The Human League, Ultravox и других).

### 1980—1990-е

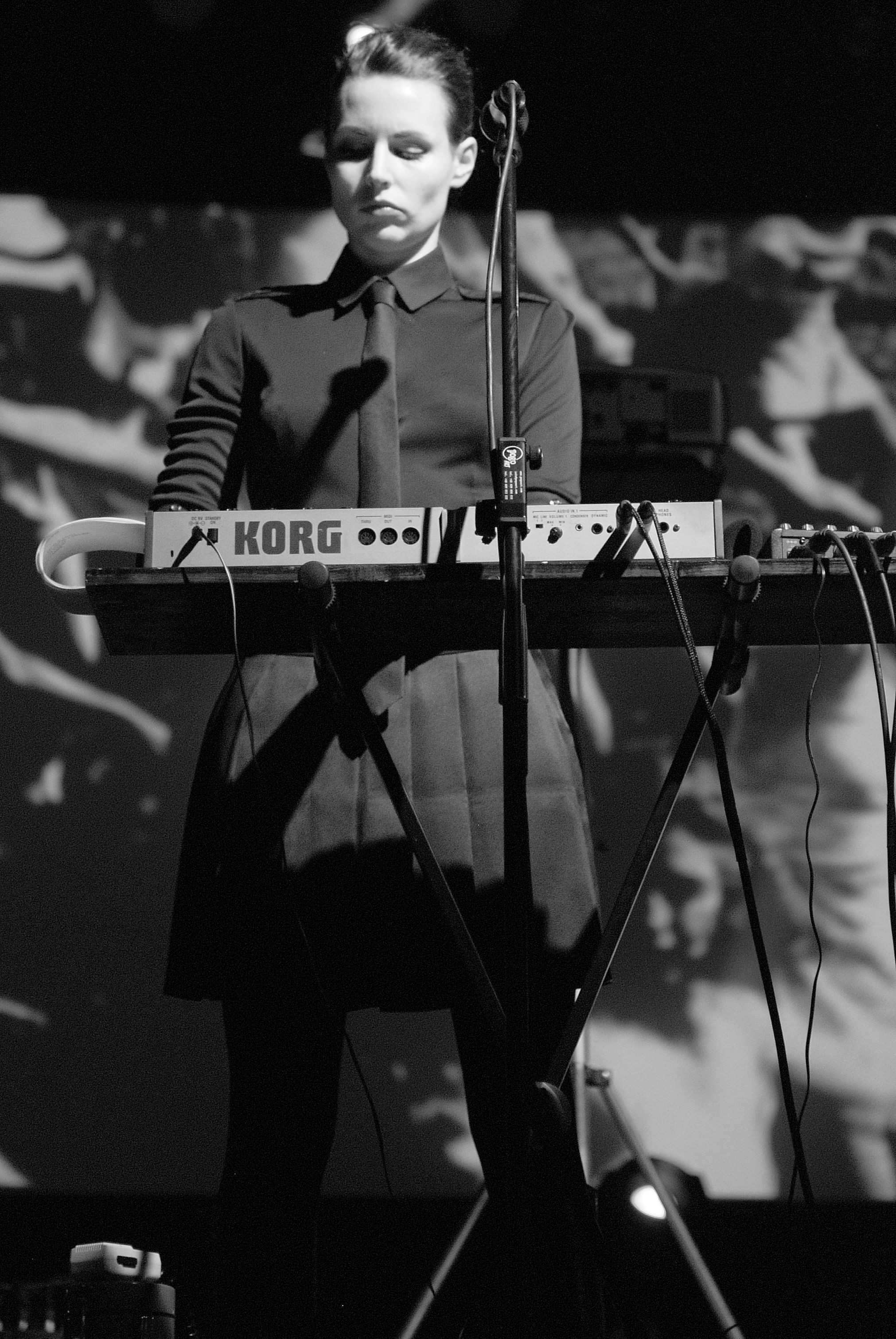
Мина Шпилер на концерте Laibach в 2010 году

Конец 1970-х и начало 1980-х годов ознаменовались появлением ряда новых технологий и связанных с ними новых жанров. С появлением программируемых драм-машин, таких как Roland TR-808, живые ударные почти исчезли из электроники. Большое влияние на музыку оказало появление брейкбита (ломаного бита). В композициях начали использоваться записи других исполнителей, зацикленные или обработанные. В электронную музыку с дискотек и радио перешла профессия диджея (DJ, Disk Jockey), который оперирует пластинками на специальной установке (turntable).
На волне успеха первопроходцев выросли многие музыкальные коллективы, обогатившие электронную музыку новыми идеями. «New Age» попал под влияние электронной музыки. Мастерством создания лирических электронных мелодий блеснул японец Китаро. Свою лепту в развитие популярного синтезаторного стиля внесли поляк Марек Билиньский и восточногерманская группа Pond, венгр Ласло Бенкё, болгарин Симо Лазаров, югослав Миха Краль; а в СССР/России — Михаил Чекалин, Янис Лусенс и группа Зодиак, Гедрюс Купрявичюс и группа Арго, Эдуард Артемьев, Свен Грюнберг, Лепо Сумера, Vadim Ganzha и дуэт электронной музыки «Новая коллекция» (Игорь Кезля и Андрей Моргунов). Лучшие их произведения ничуть не уступают признанным хитам маститых электронщиков. Мощную ритмичную музыку с танцевальными мотивами играют Laserdance и Koto. Но более всего различных подстилей и ответвлений содержит техно-музыка. Идеи Kraftwerk были «на ура» восприняты в диджейских клубах, и на поверхность из клубного андерграунда постепенно вышел новый стиль техно, в котором ритм и эффекты ставятся на первое место. Мелодия не обязательна, ибо цель такой музыки — достижение технотронного экстаза. Не случайно на клубных вечеринках зачастую использовались химические стимуляторы для усиления эффекта.
Но существуют также и более музыкальные варианты техно. При соединении техно и эмбиента зародился стиль IDM — серьёзная техно-музыка, открытая к разного рода экспериментам. Таковую играют Orb, Autechre, Aphex Twin. Лидерами «психоделического транса» являются Juno Reactor и Astral Projection. И, наконец, соединяя электронную и рок-музыку, получился «техно-индастриал», представители Skinny Puppy, Front Line Assembly, Front 242.
В этот период начинается расцвет танцевальной электронной музыки, включающей в себя такие направления, как техно, электро, драм-н-бейс, хаус и транс. Электронная танцевальная музыка создавалась электронными музыкантами, первоочередной целью которых было предоставление композиций для исполнения их DJ (диджеями), типичными представителями данной культуры являлись: Robert Miles, Moby, Tiesto, Paul Van Dyk, BT, ATB, Paul Oakenfold, Armin van Buuren и Above and Beyond. Но электронную танцевальную музыку часто можно встретить и в формате полноценного музыкального альбома, как, например, «Пульс 1» и «512 КБАЙТ» от пионеров российской электронной музыки Андрея Родионова и Бориса Тихомирова.

### XXI век

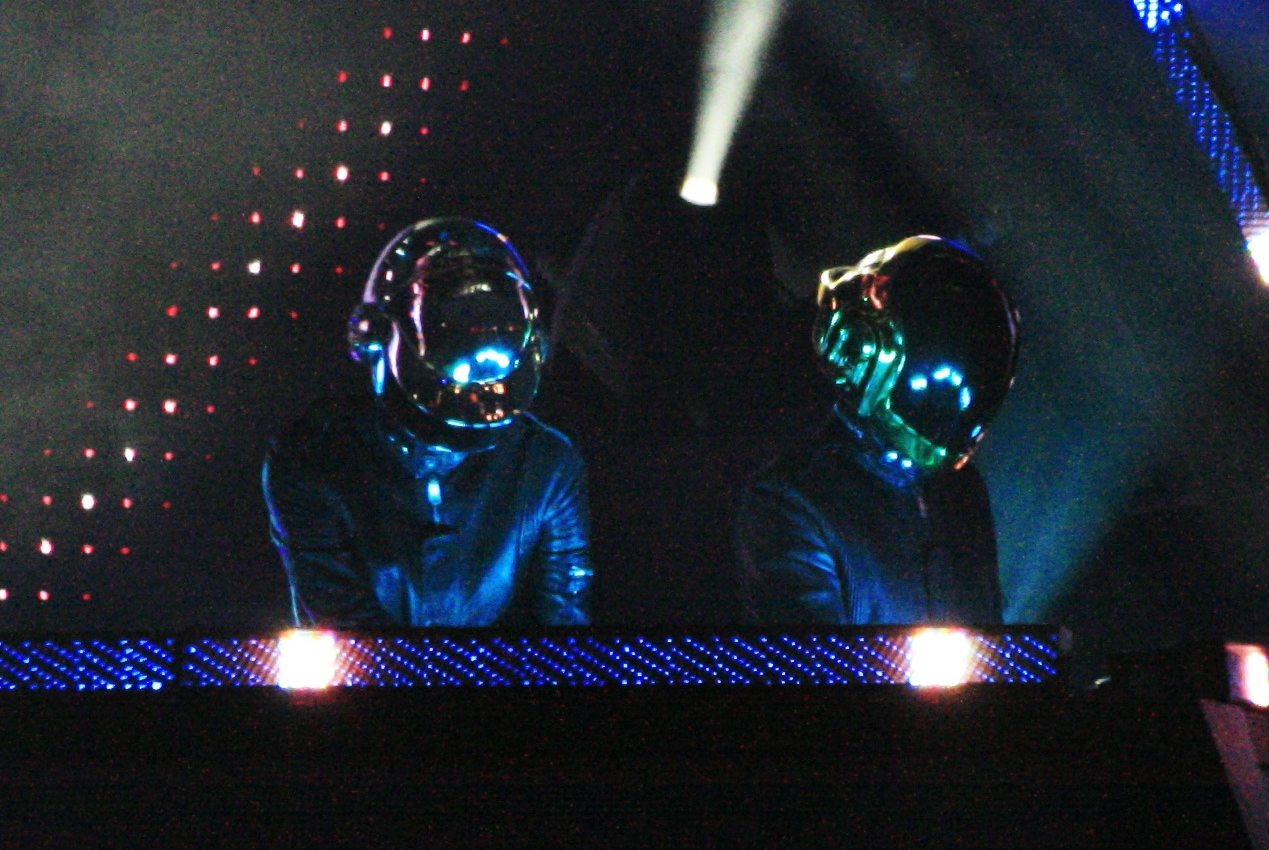
Daft Punk

Начало XXI века для электронной музыки ознаменовано стремлением к единству через бесконечное многообразие форм. Чистые стили остались лишь в теории. На практике почти любое произведение содержит в себе элементы очень многих видов музыки, и для описания альбомов приходится использовать сложные составные определения. Очень популярной является идея создания техно-ремиксов на темы знаменитых композиций 1970—1980-х годов. Такой переработке подверглась музыка Жарра, Space, Вангелиса, Tangerine Dream. Многие техно-музыканты постигали электронную музыку на шедеврах основателей жанра, и теперь уже сами основатели включают в свои произведения идеи новаторов. Альбом Жарра «Metamorphoses» выполнен с заметным вливанием техно/поп/нью-эйдж, а Клаус Шульце активно занялся экспериментами с техно/драм-н-бейс звучанием (альбомы «Dosburg Online» и «Trance Appeal»). Техно, транс, эмбиент и индастриал переплелись воедино в альбомах Delerium, System 7 и Synaesthesia. Синтез тяжёлого альтернативного панк-рока и техно представляют Velvet Acid Christ и Wumpscut.